# エジプシャンブルー
エジプシャンブルーとは、カルシウム銅ケイ酸塩の顔料。これによってもたらされた緑味の青を指す1809年ごろから使われた色名。エジプト青とも言う。
紀元前3000年頃から利用されており、人類最古の合成顔料の一つと考えられている。古名をカエルレウムという。またの名をエジピティックブルーという。
1791年頃にはほぼ同じ色をエジプトの都市の名をとってアレキサンドリアブルーと呼称した他、1930年に刊行されたメルツ&ポールの『色彩辞典』にはこの色からの連想と思われる鮮やかな緑味の青「クレオパトラ」の色名が収録されている。
古代ギリシア・ローマ帝国にも輸出され、アレキサンドリア青と呼ばれて親しまれた。

## 概要

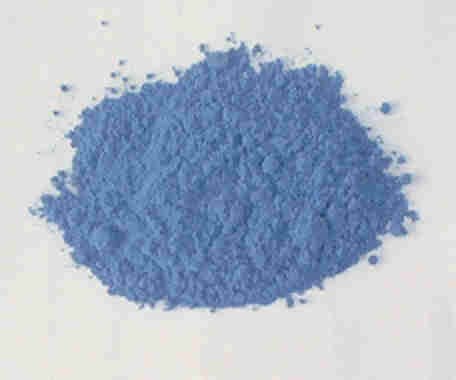
エジプシャンブルー

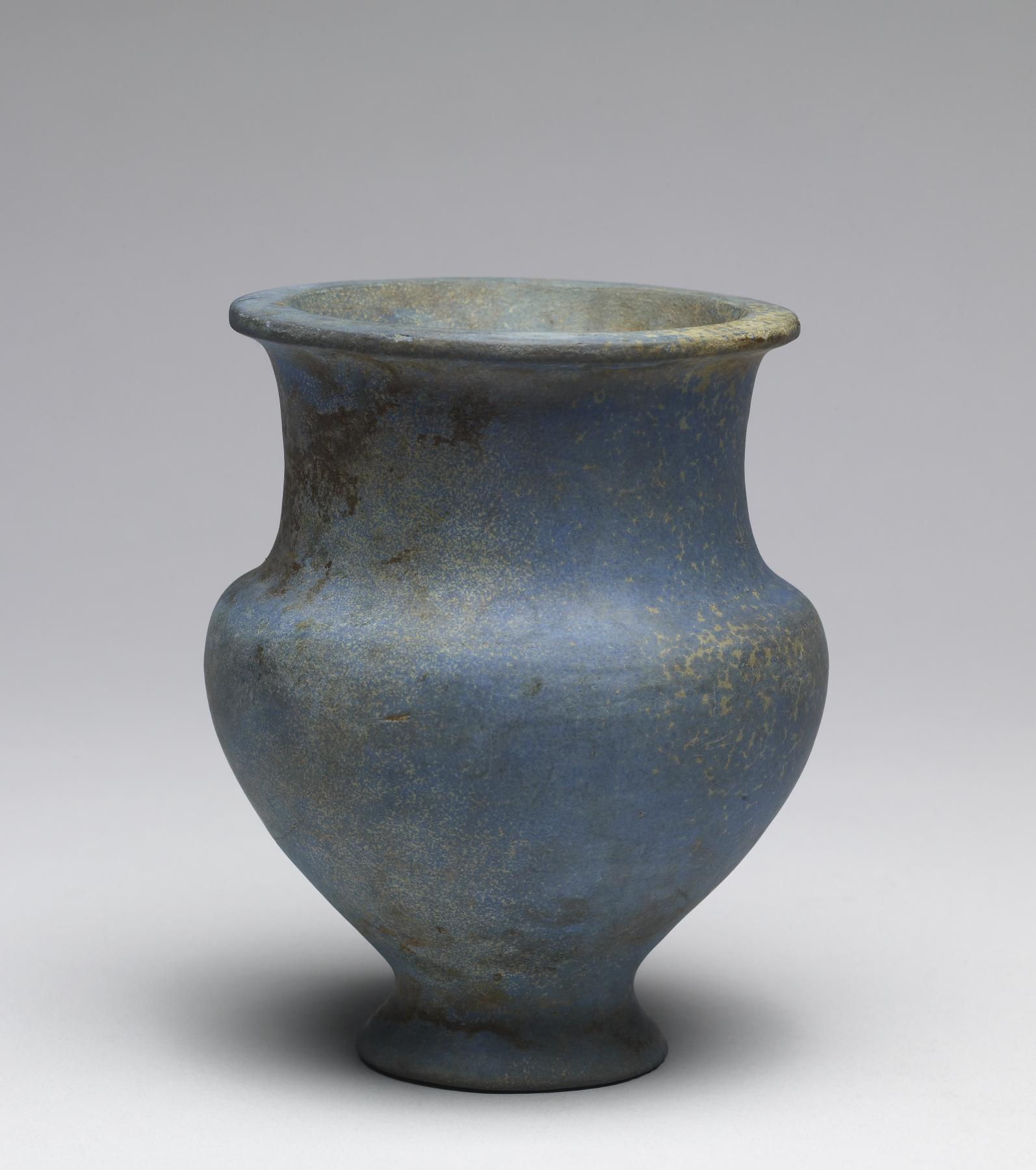
アンフォラ

古代エジプト社会で広く利用されていた孔雀石などの銅鉱石に、石英とアルカリ性の溶液を加えた溶液を固形化し、ここから得られるケイ酸銅カルシウム(CaCuSi4O10又はCaO·CuO·4SiO2)を顔料などとして使うほか塩基性ナトリウム塩を加えて釉薬として使い、ファイアンスのビーズに塗布してラピスラズリやトルコ石の代用品とした。
エジプトからの発掘品である護符や装飾品の多くに、この釉薬が使われている。
古代エジプトで青色は「ケセベジュ」と呼ばれ、天空、水、ナイル川を象徴し、生命の色として好まれていた。
壁画では生命を司るアメン神の肌は青く描かれている。
このほか、古代エジプトでは鉛白や緑青やアンチモン塩由来の黄色顔料などの合成顔料の製造や輸出が盛んに行われており、その色材の種類は16世紀ヨーロッパとさほど変わらないほどであった。
エジプシャンブルーは、1938年にヴェスヴィオで発見された銅リヴァイ石（Cuprorivaite）としても産出するが、希産鉱物である。日本では、青ヶ島から産出する。
2025年6月4日、ワシントン州立大学が率いる研究チームはエジプシャンブルーの完全再現に成功したことをNPJ Heritage Science誌で発表した。研究チームはスミソニアン博物館保存研究所、カーネギー自然史博物館と連携し、12種類の調合法を開発し調整を重ねた結果、完全再現に成功した。そのサンプルはカーネギー自然史博物館の「Stories We Keep」展で展示している。

## 参考資料
- 城一夫『色の知識』青幻舎ISBN 978-4-86152-251-2